# Lisdeksamfetamina
Lisdeksamfetamina – organiczny związek chemiczny o właściwościach stymulujących, stosowany w leczeniu zespołu nadpobudliwości psychoruchowej z deficytem uwagi (ADHD) u dzieci i dorosłych oraz zaburzenia z napadami objadania się u dorosłych. 
Lisdeksamfetaminę przyjmuje się doustnie, jej działanie zaczyna się zazwyczaj w ciągu dwóch godzin, a aktywność jej metabolitu utrzymuje się do 14 godzin.

## Przekształcenie do dekstroamfetaminy
Farmakologicznie, lisdeksamfetamina to nieaktywny prolek, który działa po przekształceniu przez enzymy w erytrocytach do aktywnej, pobudzającej ośrodkowy układ nerwowy (OUN) dekstroamfetaminy oraz L-lizyny (naturalnie występującego aminokwasu).
Konwersja lisdeksamfetaminy do dekstroamfetaminy nie jest zależna od pH przewodu pokarmowego i mało prawdopodobne jest, aby miały na nią wpływ zmiany czasu pasażu żołądkowo-jelitowego.

## Zastosowanie
Lisdeksamfetamina jest stosowana przede wszystkim w leczeniu zespołu nadpobudliwości psychoruchowej z deficytem uwagi (ADHD) i zespołu objadania się. W badaniach klinicznych dotyczących stosowania lisdeksamfetaminy w leczeniu ADHD brali głównie udział osoby poniżej 65. roku życia. Według przeglądu systematycznego z 2019 r. lisdeksamfetamina okazała się najskuteczniejszym sposobem leczenia ADHD u dorosłych.
Według American Academy of Sleep Medicine może być stosowana również w leczeniu narkolepsji.

## Działania niepożądane
Do głównych (częstość występowania ≥5%) działań niepożądanych lisdeksamfetaminy w krótkoterminowych badaniach klinicznych  należały: zmniejszony apetyt, bezsenność, suchość w ustach, utrata masy ciała, drażliwość, ból w górnej części brzucha, nudności, wymioty, biegunka, zaparcia, przyspieszone bicie serca, lęk, zawroty głowy i uczucie nerwowości.
Do rzadkich, ale poważnych skutków ubocznych lisdeksamfetaminy mogą należeć mania, nagła śmierć sercowa (u osób z chorobami serca), psychoza amfetaminowa i zespół serotoninowy.
Jego stosowanie w czasie ciąży może być szkodliwe dla dziecka, a producent nie zaleca jego stosowania w okresie karmienia piersią.

## Interakcje
- Środki zakwaszające mocz : Leki, suplementy lub pokarmy zakwaszające mocz, takie jak kwas askorbinowy, zwiększają wydalanie dekstroamfetaminy z moczem, skracając w ten sposób okres półtrwania i skuteczność dekstroamfetaminy w organizmie[5][10].
- Środki alkalizujące mocz: Leki, suplementy lub żywność alkalizująca mocz, np. wodorowęglan sodu czy cytrynian magnezu, zmniejszają wydalanie dekstroamfetaminy z moczem, zwiększając w ten sposób okres półtrwania i aktywność dekstroamfetaminy w organizmie[5][10]
- Inhibitory CYP2D6 : Hydroksylacja za pośrednictwem enzymu cytochromu P450 CYP2D6 jest główną ścieżką metabolizmu dekstroamfetaminy. Silne inhibitory CYP2D6, takie jak paroksetyna, fluoksetyna, bupropion i duloksetyna, mogą hamować metabolizm dekstroamfetaminy i tym samym zwiększać jej stężenie we krwi, a przez to zwiększać ryzyko wystąpienia zespołu serotoninowego[5][11].
- Inhibitory monoaminooksydazy: Jednoczesne stosowanie inhibitorów MAO i leków pobudzających ośrodkowy układ nerwowy, takich jak lisdeksamfetamina, może wywołać przełom nadciśnieniowy[5].

## Rejestracja i preparaty
Lisdeksamfetaminę zatwierdzono do stosowania w Stanach Zjednoczonych w 2007 r., a w Unii Europejskiej w 2012 r. W 2022 r. był to 69. najczęściej przepisywany lek w Stanach Zjednoczonych, z ponad 9 milionów recept. W Wielkiej Brytanii jest to substancja kontrolowana klasy B, w Australii jest to substancja kontrolowana z Grupy 8, Stanach Zjednoczonych jest to substancja kontrolowana z Grupy II
Od listopada 2020 r. lisdeksamfetamina jest sprzedawana pod następującymi nazwami: Aduvanz, Elvanse, Juneve, Samexid, Tyvense, Venvanse i Vyvanse.